# Antonio Pascale
Antonio Pascale (Napoli, 1966) è un giornalista, scrittore, agronomo e blogger italiano.

## Biografia
Nato a Napoli, cresce a Caserta e nel 1989 si trasferisce a Roma, dove lavora come ispettore del Ministero delle Politiche Agricole. Scrive per il teatro e la radio. Collabora con Il Mattino, Lo Straniero, Limes, Corriere della Sera e con i siti salmone.org e newclear.it. Il suo blog è ospitato dal quotidiano online Il Post. I suoi libri sono citati in Daniela Carmosino, Uccidiamo la luna a Marechiaro. Il Sud nella nuova narrativa italiana, Roma, Donzelli, 2009.

## Opere
- La città distratta, L'ancora del mediterraneo, 1999.
- La manutenzione degli affetti, raccolta di racconti, Einaudi, 2003; nuova edizione 2007 con l'aggiunta di tre racconti.
- Passa la bellezza, 2005,
- Best Off, antologia di testi apparsi su alcune riviste letterarie, Minimum Fax 2005.
- S'è fatta ora, Minimum Fax 2006.
- Non è per cattiveria: confessioni di un viaggiatore pigro Laterza 2006.
- Solo in Italia, reportage, in collaborazione con 4 fotografi, Contrasto 2007.
- Il responsabile dello stile, saggio nell'antologia collettiva, Il corpo e il sangue d'Italia, Minimum Fax 2008.
- Scienza e sentimento, saggio, Einaudi 2008,
- Qui dobbiamo fare qualcosa, sì ma cosa, saggio per i tipi di Laterza 2009.
- Ritorno alla città distratta, Einaudi 2009.
- Questo è il paese che non amo. Trent'anni nell'Italia senza stile, edizioni Minimum Fax 2010 (ISBN 978-88-7521-217-9).
- Democrazia: cosa può fare uno scrittore?, tratto da Biennale Democrazia con Luca Rastello, Codice Edizioni 2011, (ISBN 978-88-7578-169-9),
- Pane e pace, Chiarelettere 2012.
- Le attenuanti sentimentali, Einaudi 2013.
- Le aggravanti sentimentali, Einaudi 2016.
- Di cosa stiamo parlando? (Autori Vari, a cura di Filippo La Porta, Enrico Damiani Editore, 2017.
- La foglia di fico. Storie di alberi, donne, uomini (con illustrazioni di Stefano Faravelli), Einaudi, 2021.
- Un orto al centro. Educare alla sostenibilità, Giunti, 2022, ISBN 9788809961401
- L'altra scommessa. Pascal, indagine sul pessimismo, Marsilio, 2023, ISBN 9788829719105
- Cose umane, Einaudi, 2025, ISBN 9788806264536

## Premi e riconoscimenti

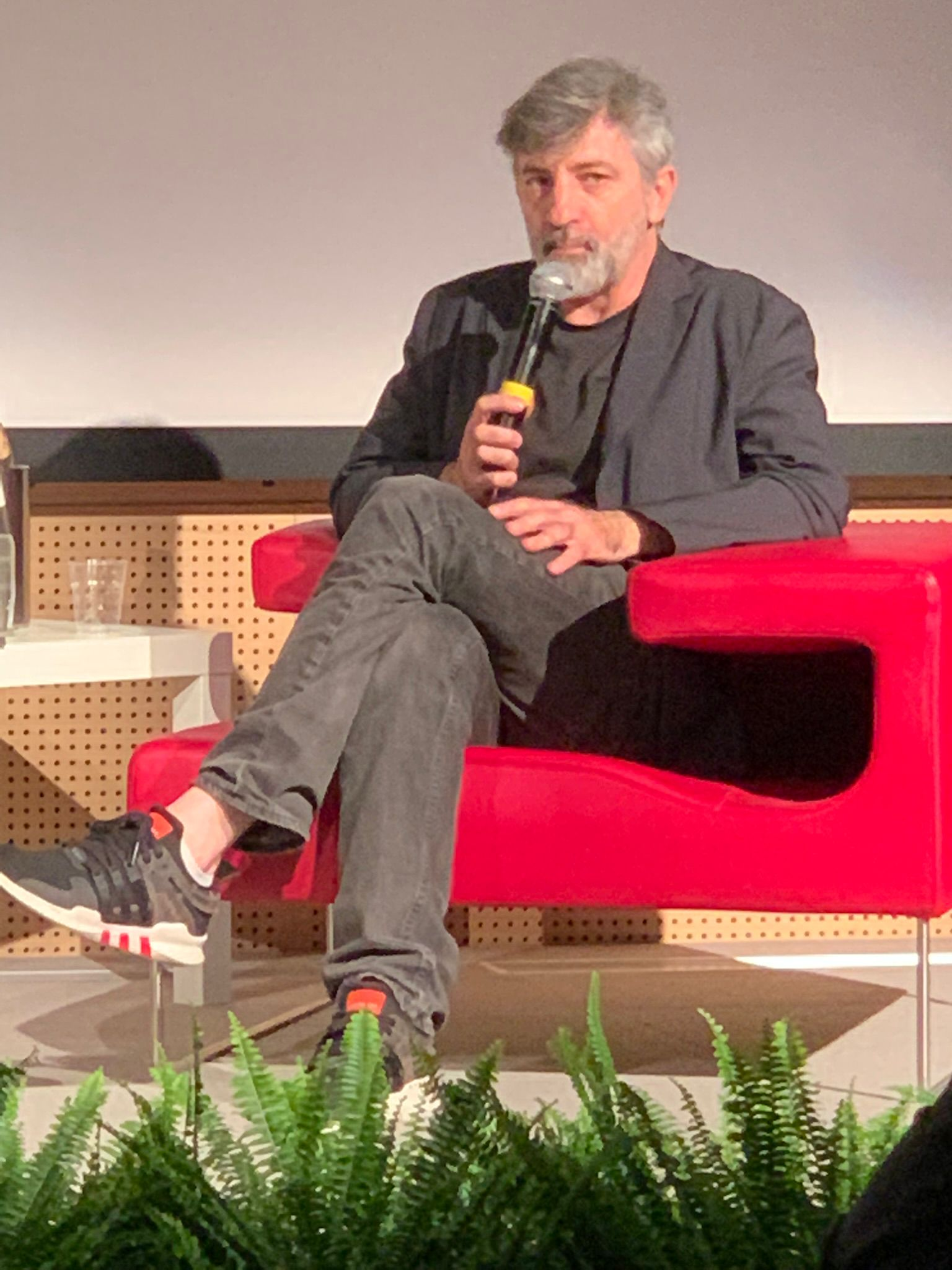
Antonio Pascale al Premio Chiara 2022

- Premio Sandro Onofri, prima edizione, 2000, sez. Autore italiano.[1]
- Premio Procida-Isola di Arturo-Elsa Morante 2002, Opera prima.[2]
- Premio Napoli 2003, terzo classificato[3]
- Premio Croce.
- Premio Brancati 2007, sezione di Narrativa.[4]
- Premio Bergamo super vincitore 2007.[5]
- Premio Bari
- Premio Le due culture.
- Premio Nazionale Letterario Pisa 2014, sezione di Narrativa.[6]
- Premio Chiara 2022 con La foglia di fico[7]